# All Wet (film, 1927, Disney)
Pour les articles homonymes, voir All Wet.
Pour plus de détails, voir Fiche technique et Distribution.
All Wet est un court métrage d'animation américain de la série Oswald le lapin chanceux, produit par les studios Disney et sorti le 31 octobre 1927.

## Synopsis
Oswald est vendeur de hot-dog au bord de la plage de Coney Island mais se déguise en sauveteur pour impressionner Miss Rabbitt qui pour l'attirer simule un accident de barque.

## Fiche technique
- Titre : All Wet
- Titre de travail : Ubbe's Beach Story[1]
- Série : Oswald le lapin chanceux
- Réalisateur : Walt Disney
- Scénario[1] : Ub Iwerks
- Animation[1] : Ub Iwerks, Hugh Harman, Paul Smith, Friz Freleng, Rollin Hamilton, Ben Clopton (en), Norm Blackburn et Les Clark
- Caméra[1] : Mike Marcus
- Producteur : Charles Mintz
- Production : Disney Brothers Studios sous contrat de Robert Winkler Productions
- Distributeur : Universal Pictures
- Dates de sortie : 
  - États-Unis : 31 octobre 1927[1],[2],[3]
  - États-Unis : (version sonore) 1er février 1932
- Autres dates[1] : 
  - Dépôt de copyright : 10 septembre 1927 par Universal
- Format d'image : Noir et Blanc - Muet - 35 mm - Rapport de forme : 1,33:1 - Procédé cinématographique : sphérique
- Genre : court métrage de dessin animé comique
- Durée : 7 minutes (une bobine de 300 mètres)
- Langue : anglais
- Pays de production :  États-Unis